# 云南蔓龙胆
云南蔓龙胆（学名：Crawfurdia campanulacea）为龙胆科蔓龙胆属下的一个种。